# Gary Daniels
Gary Edward Daniels, född 9 maj 1963 i London, England, är en brittisk skådespelare och kampsportare.
Upptäckte kampsport vid tidig ålder, den legendariske Bruce Lee var i synnerhet förebilden. Taekwondo, kung fu och kickboxning är några av de discipliner Gary tränat/tränar.
Hans första filmroller var i ett par filippinska filmer i slutet av 1980-talet. I början av 1990-talet började han få huvudroller. 1993 fightades han mot Jackie Chan i filmen City Hunter. Senare har han bland annat medverkat i Fist of the North Star (1995) och ett stort antal lågbudgetactionfilmer, men även några mer påkostade produktioner som The Expendables (2010).